# Boolsens Stenhave
Boolsens Stenhave er beliggende ved Bangsbo Museum i Frederikshavn. Samlingen blev grundlagt af forfatteren Johannes Boolsen.
Samlingen blev oparbejdet i årene 1939 til 1973 og opbevaret i Boolsens private have og omfattede efterhånden mere end 1.000 sten, hvoraf størstedelen stammer fra Vendsyssel.
I 1973 blev Boolsens ejendom og stenhaven købt af Frederikshavn Kommune og stenene overdraget til Bangsbo Museum.
Samlingen omfatter brugssten af alle arter fra ca. 3.000 f.Kr., oldtidsfolkets kværnsten over middelalderens døbefonte, mortersten og op til nyere tids møllesten og fortøjningspullerter.

## Galleri
- Boolsens stenhave, januar 2004